# Brosix
Brosix (попередня назва - Brosix Corporate Instant Messenger) - це безпечна програма миттєвого обміну повідомленнями, призначена для того, щоб допомогти користувачам зв'язуватися один з одним. У ній використовується 256-розрядне шифрування AES для шифрування повідомлень, що забезпечує їх безпеку.
Доступні дві версії програми: Brosix Personal - це безкоштовний додаток для особистого використання приватними особами,в той час як версія Brosix Business призначена для корпоративного використання; вона дозволяє створювати власні мережі для обміну конфіденційними повідомленнями.
Brosix дозволяє передавати текстові повідомлення, встановлювати голосовий та відеозв'язок, миттєво створювати знімки екрану, передавати файли, використовувати функцію «білої дошки» і обмінюватися робочими столами.
Програма Brosix брала участь в конкурсах Best IM Client 2009 Award і Best IM Client 2010 Award, організованих вебпорталом About.com. У 2009 році програма Brosix виграла в номінації «Best IM Feature» завдяки функції «Біла дошка Brosix» і в номінації «Developers of the Year». Програма Brosix посіла друге місце в номінації «Most Improved IM Client 2009» і увійшла до трійки найкращих у номінаціях «Best IM Client 2009» і «Best Third-Party IM Client 2009». У 2010 році програма Brosix виграла в номінації «Best IM Feature» завдяки функції «Знімок екрану Brosix».